# Людвіг II (ландграф Тюрингії)
Людвіг II Залізний (нім. Ludwig II. der Eiserne,  1128 —  14 жовтня 1172 року) — 3-й ландграф Тюрингії в 1140—1172 роках.

## Життєпис
Походив з династії Людовінгів. Син Людвіга I, ландграфа Тюрингії, та Гедвіги фон Гуденсберг. Народився 1128 року. Виховувався при імператорському дворі і був заручений з Юдит — небогою Конрада III. Останній 1138 року підтвердив права Людвига на ландграфство. У 1140 році після смерті батька він успадкував Тюрингію.
Отримавши владу, вирішив обмежити владу тюринзької шляхти. Цим заслужив своє прізвисько «Залізний». При цьому уславився як захисник простого люду, що знайшло відображення в численних легендах. Згідно з легендою, Людвіг інкогніто подорожував по своїх володіннях і якось вночі заночував у кузні в Руле. Коваль розповів про постійні побори, проклинав шляхтичів і в кінці вигукнув: «Ландграф, будь твердим!» Людвіг наказав заарештувати свавільних баронів, яких запрягли в плуг і змусили зорати поле.
1150 року оженився зі своєю нареченою Юдит. Протягом усього часу володарювання імператора Священної Римської імперії Фрідріха I Барбаросси залишався йому вірним васалом. Брав участь в італійських походах і проти архієпископа Магдебургу й Зальцбургу.
Людвіг II розширив замок Вартбург і побудував два замки — Руннебург (1168 рік) і Крейцбург (1170 рік). Також заснував у місті Гота другий монетний двір Тюрингії.
1170 року Людвіг разом з імператором Фрідріхом брав участь в поході проти Польського князівства. Після повернення він захворів і 14 жовтня 1172 помер. Похований в монастирі Рейнхардсбрунн.

## Родина
Дружина — Юдит, донька Фрідріха II Гогенштауфена, герцога Швабії
Діти:
- Людвіг (1151—1190), ландграф Тюрингії в 1172—1190 роках
- Генріх (1155—1180), граф Гуденсберг
- Фрідріх (1155—1229), граф Цігенгайм
- Герман (після 1155—1217), ландграф Тюрингії в 1190—1217 роках
- Юдит, дружина графа Германа II фон Равенсберг
- Матильда, дружина графа Дітриха фон Вербена